# Михалк, Мария
Мария Ми́халк, полное имя — Мария Людвига, настоящая фамилия — Ми́халкова, урождённая — Цы́жец (нем. Maria Michalk, в.-луж. Marja Michałkowa, 6 декабря 1949 года, деревня Мерка, коммуна Радибор, ГДР) — германский политик и лужицкий общественный деятель. Депутат Народной палаты ГДР и Бундестага.

## Биография
Родилась 6 декабря 1949 года в городе Радибор. Среднее образование получила в лужицкой школе в Радиборе. Закончила экономический техникум и Высшую школу транспорта в Дрездене. Во времена ГДР работала на государственном предприятии, адвокатском бюро и воспитывала детей.
В 1972 году вступила в Христианско-демократический союз. В 1990 году получила депутатский мандат в Народную палату ГДР в списке Христианско-демократического союза. С 1990 года по 1994 год была избрана депутатом Бундестага от Христианско-демократического союза Германии. Исполняла обязанности вице-председателя Депутатского клуба. В 2002 году была избрана депутатом Бундестага от одномандатного округа Баутцен. В 2005 и 2009 годах вновь была избрана от одномандатного округа Баутцен.
Занимается активной общественной деятельностью среди лужицкого народа. С 1990 года по 1994 год была членом Совещательного совета «Фонда серболужицкого народа». С 1994 года по 1999 год была председателем «Фонда серболужицкого народа». В 1999 году была назначена председателем саксонского отдела фонда «Donum Vitae», который занимается охраной здоровья. С 2000 года является председателем Совета лужичан при правительстве Саксонии.
Старшая сестра лужицкого общественного деятеля Бярната Цыжа.